# Adli Lachheb
Adli Lachheb (عدلي لشهب), né le 22 juin 1987 à Monastir, est un joueur de football tunisien. Il évolue au poste de défenseur central.